# Tomas Lieske
Tomas Lieske, pseudoniem van Antonius Theodorus (Ton) van Drunen, (Den Haag, 8 juni 1943) is een Nederlands schrijver en dichter.
Hij studeerde Nederlandse taal- en letterkunde en theaterwetenschappen aan de Universiteit Leiden en was enige jaren docent aan het Haags Montessori Lyceum in Den Haag.
Lieskes literaire debuut vond pas op latere leeftijd plaats. Hij was al 38 toen zijn gedichten voor het eerst in de literaire tijdschriften Tirade en De Revisor verschenen. In die periode werd hij ook benaderd om voor Tirade een poëziekroniek te schrijven. Deze essays kwamen terecht in de bundel Een hoofd in de toendra. Lieske had toen al twee dichtbundels op zijn naam staan. Zijn werk is in verschillende talen vertaald, onder meer in het Turks.
Met zijn prozadebuut Oorlogstuinen (1992) verdiende hij de Geertjan Lubberhuizenprijs. Zijn daarop volgende roman Nachtkwartier werd genomineerd voor de Libris Literatuur Prijs 1996, maar het was de roman Franklin waarmee Lieske in 2001 de Libris Literatuur Prijs en de Inktaap won. Zijn roman Dünya werd in 2008 genomineerd voor de AKO Literatuurprijs, die echter naar Doeschka Meijsing ging. De bundel Hoe je geliefde te herkennen werd in 2007 bekroond met de VSB-poëzieprijs voor de beste bundel van het jaar. Voor zijn roman Alles kantelt ontvang hij in 2012 de Littéraire Witte Prijs. In 2024 werd de Constantijn Huygens-prijs aan hem toegekend.